# 长序龙船花
长序龙船花（学名：Ixora insignis）为茜草科龙船花属下的一个种。